# あの空をもう一度
「あの空をもう一度」（あのそらをもういちど）は、1994年3月30日に発売されたCHASEのシングルである。

## 概要
この作品は、ヤマハ・ミュージック・クエストで演奏をして第2回日本大会・第2回世界大会Wグランプリを受賞した。その後CHASEのデビューシングルとして、TBS 『日立 世界・ふしぎ発見!』エンディングテーマとなり発売された。オリコンチャート28位、総売上枚数66,730枚とCHASEで最も売れた作品となった。

## 収録曲
1. あの空をもう一度
作詞:千綿偉功、作曲:西山修一郎、編曲:大友博輝

TBS 『日立 世界・ふしぎ発見!』エンディングテーマ
1. メリーゴーランド
作詞:千綿偉功、作曲：西山修一郎、編曲：大友博輝
2. あの空をもう一度（オリジナル･カラオケ）